# Lapso
Lapso (englischer Festivaltitel Lapse) ist ein brasilianischer Kurzfilm für Jugendliche unter der Regie von Caroline Cavalcanti aus dem Jahr 2023. Der Film hatte im Februar 2024 auf der Berlinale seine europäische Premiere in der Sektion Berlinale Generation und erhielt eine Lobende Erwähnung der Jugendjury.

## Handlung
Bel und Juliano, Teenager aus den Außenbezirken von Belo Horizonte, haben Sachbeschädigungen begangen und sind gerichtlich zur Ableistung von Sozialstunden in einer Bibliothek verurteilt worden. Dabei lernen sich die beiden kennen. Juliano begeistert sich für Rap. Bel, die bald 18 wird, hat eine Hörbehinderung und kommuniziert in Gebärdensprache. Die jungen Leute tauschen sich über ihre Erfahrungen mit staatlichen Repressionen aus und teilen Unsicherheit und Zuneigung miteinander. So kommen sie sich nach und nach näher.
Die Geschichte wird dem Publikum über Julianos Audio-Tagebücher präsentiert. Darin formuliert er seine Zweifel, Gefühle und seine Suche nach einem Lebenssinn.

## Produktion
Lapso von Caroline Cavalcanti darf nicht mit dem gleichnamigen Kurzfilm Lapso (2023) von João Herberth aus Alagoas verwechselt werden. Dieser zeigt einen Autounfall des Paares Daniel und Mônica, der die Frau das Leben kostet. Der Ehemann begegnet später dem Mann, der seine Frau tötete. Er ist auf Rache aus, um die Situation verarbeiten zu können.

### Filmstab
Regie führte Caroline Cavalcanti, von der auch das Drehbuch stammt. Die Kameraführung lag in den Händen von Gustavo Braga und Raquel Junqueira, Braga und Junqueira waren auch für den Filmschnitt verantwortlich. Die Musik komponierten Jovemlukaz und Iza Sabino.
In den Hauptrollen sind Beatriz Oliveira (Bel) und Juan Queiroz (Juliano) zu sehen.

### Inklusiver Ansatz
Lapso verbindet die Erfahrungen schwarzer Jugendlicher und gehörloser Menschen, beides Randthemen des Gegenwartskinos. Der Film regt zum Nachdenken darüber an, wie Solidarität und Verständnis füreinander helfen, Grenzen und Hindernisse zu überwinden und tiefe Bindungen aufzubauen.
Die Canal Brasil-Jury war sehr angetan „von einer liebevollen Darstellung der Außenbezirke, die von Klischees abweicht, ohne soziale Probleme außer Acht zu lassen“.
Zum Team gehörten neben der seit 2018 gehörgeschädigten Regisseurin Caroline Cavalcanti weitere Menschen mit Hörbehinderung: Jessé Barbosa, künstlerische Assistentin, Michelle Murta, Inklusions- und Libras-Beraterin, Produktionspraktikantin bei Hélio Alves, Kinderschauspielerin Thayanne Lima und die Protagonistin Beatriz Oliveira.

### Produktion und Förderungen
Produziert wurde der Film von Kelly Maciel.

### Dreharbeiten und Veröffentlichung
Der Kurzfilm hatte am 24. August 2023 auf dem größten Kurzfilmfestival Südamerikas, dem Festival Internacional de Curtas Metragens de São Paulo, seine Premiere und feierte im Februar 2024 auf der Berlinale seine europäische Premiere in der Sektion Berlinale Generation.
Der Vertrieb wurde von Caroline Cavalcanti übernommen.

## Rezeption
Die Berlinale-Jugendjury begründete ihre Lobende Erwähnung für den Film damit, dass er den Mut würdige, „Barrieren zu überwinden“. Er zeige „starke und doch einzigartige Liebesgeschichte zweier Teenager“.

## Auszeichnungen und Nominierungen
- 2023: Festival Internacional de Curtas Metragens de São Paulo: Canal Brasil Award[2]
- 2023: Festival Kinoarte de Cinema, Londrina: Publikumspreis für den besten Kurzfilm und Preis für die beste Regie[11]
- 2024: Lobende Erwähnung der Jugendjury Generation 14plus, 74. Internationale Filmfestspiele Berlin[10]